# 브레인스토밍
브레인스토밍(Brainstorming)은 창의적인 아이디어를 생산하기 위한 학습 도구이자 회의 기법이다.
- 브레인스토밍은 집단적 창의적 발상 기법으로 집단에 소속된 인원들이 자발적으로 자연스럽게 제시된 아이디어 목록을 통해서 특정한 문제에 대한 해답을 찾고자 노력하는 것을 말한다.  브레인스토밍이라는 용어는 알렉스 오스본(Alex Faickney Osborn)의 저서 Applied Imagination으로부터 대중화되었다.
- 1930년에 알렉스 오스본(Alex Faickney Osborn)가 쓴 책을 통해 널리 알려졌다.

## 기원
- 광고 책임자였던 알렉스 오스본은 1939년에 창의적으로 문제를 해결하는 방법을 개발하기 시작했다. 그는 직원들이 광고 캠페인에 대한 창의적인 생각을 혼자 고안하지 못하는 것에 대해 실망하고, 이에 대처하기 위해 협동 아이디어 회의를 주최하고 직원들로부터 질적이고 풍부한 아이디어를 끌어낼 커다란 개선 방안을 찾아냈다. 오스본은 그렇게 찾아낸 방안을 1948년에 발간한 그의 책 ‘Your Creative Power’의 33장인 창조적 생각을 위한 모임을 조직하는 법에 개요를 작성했다.

## 주요 개념

### 오스본 방식
- 브레인스토밍에 관한 오스본의 방법론에서는 효과적인 발상을 위한 두 가지의 원리를 제안한다.

1. 판단 보류
2. 가능한 많은 숫자의 발상을 이끌어 낼 것

이 두 가지 원리에 따라 그는 브레인스토밍에 대한 4가지 기본 규칙을 언급했고, 이 규칙들을 다음과 같은 의도에 따라 정했다.
1. 그룹 멤버들 사이의 사교적 어색함, 거리낌 줄이기
2. 아이디어 주장에 대한 격려 및 자극
3. 그룹의 전체적인 창의성 증대

- 브레인스토밍의 4가지 기본 규칙

1. 양(量)에 포커스를 맞추기 :‘양이 질을 낳는다(quantity breeds quality)’는 격언을 따라 문제 해결을 꾀하는 것으로 발상의 다양성을 끌어올리는 규칙이다. 많은 숫자의 아이디어가 제시될수록 효과적인 아이디어가 나올 확률이 올라간다는 것을 전제로 두고 있다.
2. 비판, 비난 자제 : 브레인스토밍 중에는 제시된 아이디어에 대한 비판은 추후의 비판적 단계까지 보류하고 계속해서 아이디어를 확장하고 더하는 데에 초점을 둬야 한다. 비판을 유예하는 것으로 참여자들은 자유로운 분위기 속에서 독특한 생각들을 꺼낼 수 있게 된다.
3. 특이한 아이디어 환영 : 많고 좋은 아이디어 목록을 얻기 위해서 엉뚱한 의견을 가지는 것도 장려 된다. 새로운 지각을 통해서 혹은 당연하다고 생각해오던 가정을 의심하는 것으로부터 더 나은 답을 줄 수 있는 새로운 방법이 떠오를 수 있다.
4. 아이디어 조합 및 개선 : 1+1이 3이 될 수도 있다는 슬로건에 따라, 아이디어들을 연계시키는 것으로써 더 뛰어난 성과를 얻을 수 있다고 여긴다.

#### 응용 / 적용
- 오스본은 브레인스토밍은 하나의 특정한 문제만을 다뤄야 하며, 여러 주제를 다루는 것에는 비효율적이라고 생각했다.

또한,다루는 문제가 판단을 필요로 하기보다는 다양한 아이디어를 내야 한다. 예를 들면, 제품의 이름을 정하는 데에는 브레인스토밍이 효과적이나, 결혼을 해야 할지 말아야 할지 같은 분석적인 판단을 필요로 하는 문제에는 브레인스토밍이 전혀 필요하지 않다.

#### 참여집단설정
- 오스본은 브레인스토밍에 참여하는 인원으로 전문가와 초보자를 포함해서 12명 정도를 구상했다. 회의 주최자는 참여자들에게 참신하고 독특한 해답을 내놓도록 독려한다. 제시된 아이디어는 어떠한 비판이나 의논을 받지 않는다. 참여자들은 그저 해결책이 될 수 있는 수단들을 제시할 뿐 실현 가능성이 있는 지의 분석적인 판단은 내리지 않는다. 그에 대한 판단은 브레인스토밍 이후의 회의에 실시한다.

### 변형들

#### 명목집단기법
- 참여자들은 자신들의 생각을 익명으로 적어 낸다. 이후 진행자는 작성된 아이디어들을 한데 모으고 참여자들은 투표한다. 투표는 간단하게 지지하는 아이디어에 거수를 해 실시한다. 이러한 과정은 일종의 증류 작업이라고 볼 수 있다.
- 이렇게 걸러진 높은 득표의 아이디어는 다시 원래의 회의 혹은 서브 그룹으로 넘어가고 추가적인 브레인스토밍을 실시한다. 예를 들어, 어느 그룹은 제품의 색에 대해 다루고 다른 그룹은 사이즈에 대해 다루는 식이다. 각 그룹은 이후 다시 돌아와 전체적으로 제시된 아이디어들에 투표한다. 가끔 이전 단계에서 떨어진 아이디어가 다시 제기되어 재평가하기도 한다.
- 이러한 과정을 시도하기에 앞서 회의 진행자는 이 기법을 매끄럽게 이끌 수 있도록 훈련을 받는 것이 매우 중요하다. 회의 참여자들 역시 이런 과정을 받아들일 대비가 되어 있어야 한다. 다른 모든 팀 차원의 활동들처럼 중요한 문제를 다루기 전에 기법에 적응하도록 약간의 연습 회의를 가지기도 한다.

#### 그룹전달기법
- 둥근 형태의 그룹에서 각각의 사람은 하나의 아이디어를 기록하고 난 다음, 다음 사람에게 종이를 돌리는데 다음 사람은 생각들을 더한다. 이것을 모든 사람이 자신의 종이를 받을 때까지 계속한다. 그때 즈음이 되면 그 그룹은 각각의 아이디어에 대해 상세히 설명할 수 있게 될 것이다.
- 아이디어 북을 만들고 그 앞에 배포 목록이나 회람을 붙인 쪽지를 부착하기도 한다. 책의 첫 페이지에는 문제에 대해 기록한다. 책을 받는 첫 번째 사람은 자신의 아이디어 목록을 기록하고 회람에 적힌 다음 사람에게 넘긴다. 다음으로 받은 사람은 이전 사람이 기록한 아이디어에 새로운 아이디어를 기록하거나 덧붙인다. 이것을 목록의 모든 사람이 다 진행될 때까지 계속한다. 그리고 이어서 ‘낭독’ 회의를 개최하여 책에 기록된 아이디어들에 대해 의논한다. 이 기법은 더 오랜 시간이 걸릴 수 있으나, 개인에게 문제에 대해 더 깊이 생각할 수 있는 시간을 줄 수 있다.

#### 팀아이디어매핑 기법
- 팀 아이디어 매핑 기법은 연관성(association)을 이용한 브레인스토밍이다. 이 방법은 참여자 간의 공조를 향상시키고, 아이디어 수를 늘리며, 모든 참가자들이 참가하고 아이디어를 내지 않는 행위가 거부되는 식으로 설계된다.
- 이 기법의 과정은 명확하게 정의된 주제로 시작한다. 각 참여자는 주제에 대해 개인적인 브레인스토밍을 실시하고 그 뒤 모든 아이디어를 하나의 거대한 맵으로 합쳐낸다. 이러한 통합 단계에서 참여자들은 각자의 아이디어에 내포된 의미를 공유하며 문제에 대한 공통적인 이해를 하게 된다. 공유 과정 중에 아이디어가 서로 연관되면서 새로운 아이디어가 생겨나고 이 아이디어들도 역시 맵에 추가된다. 한번 모든 아이디어가 종합되면 구성원들은 우선 순위를 매기거나 행동을 취한다.

#### 통제 브레인스토밍
- 통제 브레인스토밍은 전자 브레인스토밍의 한 분야이다. 통제 브레인스토밍은 컴퓨터나 손으로 실시한다. 통제 브레인스토밍은 사람들에게 더 잘 알려진, 더 선호하는 해결 영역에서 작용한다(즉, 좋은 아이디어를 위한 기준 설정). 이러한 기준은 고의적으로 관념화하는 과정을 제한하는데 사용된다.
- 통제 브레인스토밍의 방식은 이러하다. 각각의 참가자들은 종이 한 장, 혹은 전자 양식을 받는다. 그리고 브레인스토밍 질문거리에 대해 의견을 나눈다. 참가자들은 각각 하나의 응답을 적고, 모든 종이와 양식을 무작위로 참가자들끼리 바꾼다. 참가자들은 그들이 받은 아이디어를 보고 그 처음의 기준아이디어를 근거로 아이디어를 향상할 수 있게끔 개선한다. 그리고 그 양식을 계속 바꾸고 응답해서 계속 아이디어를 향상시키는 이 과정을 3번 이상 반복한다.
- 실험실에서, 통제 브레인스토밍은 전자 브레인스토밍보다 거의 3배 이상의 아이디어 생산성을 보인다.

#### 유도 브레인스토밍
- 유도 브레인스토밍 영역은 특정한 주제에 대하여 시간 및 사고 범위에 제한을 두고 각자 생각하는 시간과 그룹이 함께 생각하는 시간을 따로 떼어두는 회의 방식이다. 이런 종류의 브레인스토밍은 문제에 대한 관심을 끌고, 개인과 집단의 균형이 잡힌 환경 속에서 비판적이고 창의적인 사고를 자극하고, 갈등 및 회의의 제한요소를 제거한다.
- 참가자들은 그들의 아이디어를 미리 임명한 필경사(글을 대신 써주는 사람)에 의해 그려진 마인드맵의 중앙에 위치시키기 위해 노력하는 동안에, 제한시간동안 다른 사고방식을 받아들여야 한다. 다양한 관점을 점검하는 동안, 참가자들은 간단한 해결책이 모아지며 점점 커지는 과정을 지켜본다. 각각의 행동이 개개인에게 할당된다.
- 유도 브레인스토밍 영역을 사용하는 참가자들은 더 나은 브레인스토밍을 위해 아이디어들의 우선순위를 메기고, 미답변인 조사와 질문을 남겨두고, 행동 가능한 목록들을 작성해 모두에게 무엇이 필요한지, 그리고 다음에는 어떻게 할 것인지를 명확하게 이해한다. 이는 집단의 더 큰 목표와 혼합된 미래에 초점을 맞추는 것을 실현시킨다.

#### 개인 브레인스토밍
- 개인 브레인스토밍은 브레인스토밍을 혼자 스스로 하는 것이다. 그것은 전형적으로 무엇이든 자유롭게 쓰고 말해보기, 자유말하기, 단어들 연관시키기, 마인드맵 그리기(사람들이 그들의 생각을 도형으로 그리는 시각적 필기)와 같은 테크닉을 포함한다. 개인적 브레인스토밍은 창의적 글쓰기에 유용한 방법이고, 전통적인 브레인스토밍보다 우월하다.

#### 질문 브레인스토밍
- 질문 브레인스토밍은 문제에 대해 즉각적으로 답을 구상하기보다는 문제에서 파생되는 질문에 대해 사고를 회전시키는 기법이다. 이론적으로 이 기법은 참가들에게 답을 내놓을 필요가 없다는 식으로 제한을 걸지 않는다. 질문의 답은 미래 행동 계획을 구성해서 구조화하는 것으로 대체한다. 일단 질문 리스트를 작성하고, 올바른 방법으로 최고의 해답에 도달하기 위해 우선순위를 정한다. 큐스토밍(Question + Storming)은 질문방식의 다른 용어이다.

### 계열별 분류

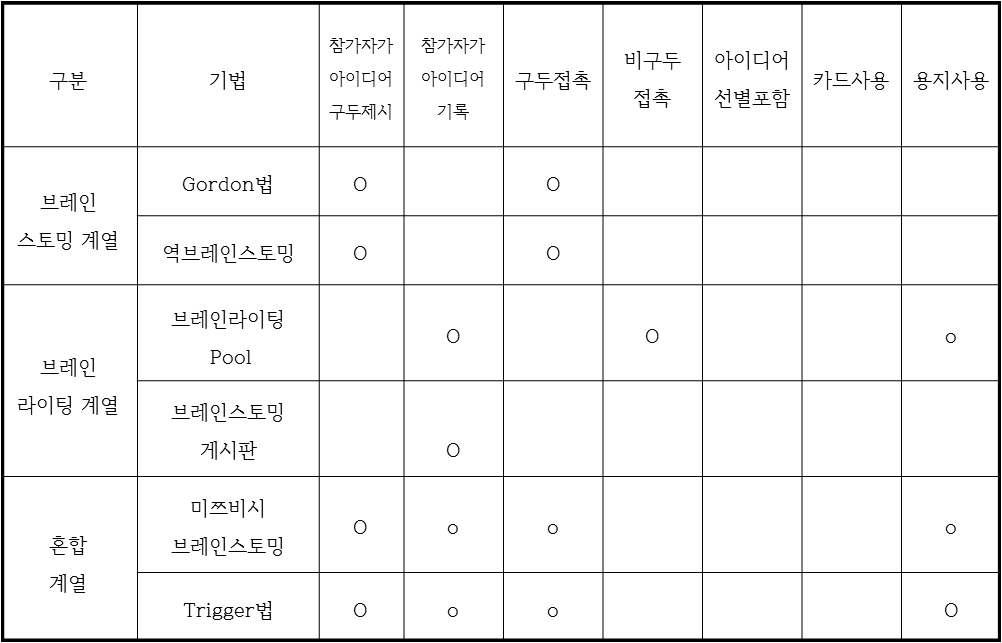

- 브레인스토밍이 처음 개발된 이후로 파생기법이 수없이 많이 개발되었다. 브레인스토밍의 단점을 보완하기 위한 대안으로 나온 브레인라이팅의 파생기법 또한 많은 수가 개발되었다. 다양한 브레인스토밍 파생기법들을 ‘브레인스토밍 계열’, ‘브레인라이팅 계열’, ‘혼합계열’의 세 범주로 분류하였다. 기법을 분류한 기준은 두 가지이다. 참가자가 아이디어를 지면 위에 쓰느냐와 대면구두접촉 즉 말로 서로에게 영향을 주는 활동이 포함되어 있느냐이다. 대면 구두접촉이 포함되어 있고 참가자가 다른 참가자들이 모인 자리에서 자신의 아이디어를 구두로 제시하면 브레인스토밍 계열로 분류되고, 대면 구두접촉이 포함되어 있지 않고 참가자가 아이디어를 말로 제시하는 대신 기록하면 브레인라이팅 계열로 분류된다. 그리고 대면 구두접촉도 포함되어있고, 참가자가 아이디어를 쓰기도 하면 혼합계열로 분류된다. 더불어 최근에는 정보통신 기술의 발달로 컴퓨터를 활용한 브레인스토밍도 활발히 이루어지고 있어 아래에서 추가적으로 ‘컴퓨터활용 계열’도 다루었다.

#### 브레인스토밍 계열
① Gorden법
- 이 기법은 Arthur D. Little 컨설팅사의 William Gordon이 설계한 기법이다. 문제 해결자가 문제에 너무 가깝게 근접해있어서 그 나무로 이루어진 숲을 보지 못하면, 이들은 오직 사소하고 자명한 해결책만을 생각해서 창조적인 아이디어를 제안하지 못할 수 있다. 이 기법은 문제 해결자들을 “숲 밖으로” 끌어내는데 특히 효과적이다(Higgins, 1994).
- Gordon법은 처음에는 리더가 원래 문제를 참가자들에게 알려주지 않고 문제를 추상적으로 정의하여 알려주고 아이디어를 요청한다. 시간이 지나면서 점점 구체적으로 문제를 정의하여 알려주고 그때마다 참가자들에게 아이디어를 요청한다. 맨 마지막에는 원래 문제를 알려주고 그때까지 나왔던 아이디어들을 참조하여 문제해결을 위한 아이디어를 제시해 줄 것을 요청한다(Proctor, 1995; VanGundy, 1992). 이 기법은 문제 해결자가 시야를 넓게 가져야 할 필요가 있을 때 사용하는 것이 좋다.

② 역브레인스토밍
- 리더가 참가자들에게 주어진 문제에 대하여 잘못될 수 있는 것, 해서는 안될 일, 일어나서는 안될 일, 또는 다른 더 부정적인 접근방식에 대한 아이디어를 내보라고 요청한다. 이런 시간을 짧게 가진 다음에 긍정적인 아이디어를 찾는 원래의 브레인스토밍을 수행한다(Huffman, 1997)
- 이 기법은 발상의 전환을 통하여 반대의 관점으로 문제를 바라보게 함으로써 새로운 아이디어를 얻고자 할 때 사용하는 것이 좋다.

#### 브레인라이팅 계열
① 브레인라이팅 POOL
- 이 기법은 Battelle Institute에서 개발된 기법들 중의 하나이다. 6~8명의 사람들이 테이블 주위에 둘러앉아서 주어진 문제에 대한 자신의 아이디어를 종이에 적는다. 참가자가 자신의 아이디어를 네 개 적으면 바로 테이블의 가운데에 놓는다. 그러나 참가자들은 반드시 종이를 테이블 가운데에 놓아야 하는 것은 아니고 계속해서 자신의 아이디어를 적어도 된다. 참가자들이 아이디어가 고갈되었을 때는 자신이 갖고 있던 종이를 테이블 한 가운데에 놓여져 있는 종이 중 하나와 바꾸고 그 종이에 적혀있는 아이디어에 편승해서 새로운 아이디어를 산출해낸다. 결국 모든 참가자들은 테이블 가운데에 쌓여있는 종이 중 하나를 자기 것과 바꾸어야 한다(Higgins, 1994; Lumsdaine, 1996; VanGundy, 1992). 이 기법은 브레인라이팅에 참가하는 사람들이 적극적이어서 옆사람이 종이를 건네줄 때까지 기다리지 않도록 해야 할 필요가 있다고 판단될 때 사용하는 것이 좋다.

② 브레인스토밍 게시판
- 사무실에서 창조적 아이디어를 브레인스토밍하기 위해 게시판을 이용한다. 게시판을 사무실 중앙이나 눈에 잘 띄는 곳에 설치하고, 색종이에 해결해야 할 과제를 적어 흥미를 느끼는 모든 사람들이 쉽게 볼 수 있도록 게시판의 중앙에 붙여 놓는다. 그 문제에 대한 아이디어나 제안을 가진 사람은 누구든지 하얀 종이에 자기생각을 써서 문제의 색종이 아래 부착하거나 쓴다. 누구라도 언제든지 새로운 아이디어를 추가할 수도 있고 기존의 아이디어에 편승할 수도 있다. 몇 주가 경과한 다음에 게시판의 아이디어를 수거한 후 팀이나 한 사람이 평가를 한다. 이 기법은 아이디어를 얻기 위해 참가자들을 별도로 모으기가 어려울 경우에 사용하는 것이 좋다.

#### 혼합 계열
① 미쯔비시 브레인스토밍
- 미쯔비시 합성수지 회사의 Sadami Aoki는 전통적인 서구스타일의 브레인스토밍에 대한 일본식의 대안을 개발했다. 미쯔비시 브레인스토밍은 다음과 같은 절차를 따른다(Higgins, 1994):

1. 문제를 확인한다.
2. 참가자들이 자신의 해결책을 적는다.
3. 참가자들이 자신의 아이디어를 소리내어 읽는다.
4. 자신만의 독창적인 아이디어가 없거나 적은 사람들은 자기 자신의 아이디어뿐만 아니라 남의 아이디어에 편승한 아이디어도 같이 발표할 수 있다.
5. 아이디어를 소리내어 자세하게 설명한다.
6. 리더가 그림 및 도표로 아이디어를 정리한다.
7. 아이디어에 대하여 토론하고 평가를 한다.

- 이 기법은 아이디어를 시각화 및 체계화시킴으로써 새로운 아이디어를 도출할 필요가 있을 때 사용하는 것이 좋다.

② Trigger법
- 이 기법은 종종 고전적인 브레인스토밍과 함께 사용되는 기법이다. 이 기법을 사용할 때 이 기법이 확실히 효과를 발휘하도록 하려면 몇 가지 지침을 따르는 것이 중요하다. 실행절차는 다음과 같다:

1. 먼저 문제 기술서를 참가자들에게 읽어준다.
2. 각 참가자들은 말없이 약 5분 동안 아이디어를 적는다.
3. 한 참가자가 자기 아이디어를 다른 참가자들에게 읽어주고 간략하게 설명한다.
4. 나머지 참가자들은 읽혀진 아이디어에 대하여 약 10분 동안 토론을 한다. 토론을 하는 동안 원래 아이디어의 변형이나 전혀 다른 새로운 아이디어를 개발하고, 자신이 쓴 아이디어 목록 중에 중복된 것이 있으면 지운다.
5. 모든 아이디어에 대한 토론을 마칠 때까지 계속한다.

- 이 기법은 참가자가 각자 적어놓은 아이디어에 대한 토론이 필요할 때 사용하는 것이 좋다.

#### 컴퓨터활용 계열
- (참조: 브레인스토밍 소프트웨어와 전자회의시스템)
- 비록 브레인스토밍이 온라인상에서 일반적으로 사용가능한 기술인 이메일이나 상호작용이 가능한 웹사이트에서 수행할 수 있지만, 그 외에 맞춤화 된 컴퓨터 소프트웨어를 개발하기 위한 노력을 해소 수작업으로 하는 브레인스토밍 과정을 대체하거나 향상시킬 수 있다.
- 애리조나 대학의 Group Systems나 미네소타 대학의 Software Aided Meeting Management (SAMM) 같은 초기 보고서에는 방에 설치된 컴퓨터 지원회의 같은 새로운 컴퓨터 네트워크 기술의 이점이 언급되어 있다. 이러한 전자회의시스템(EMS)을 사용할 때, 집단의 구성원들은 동시에, 그리고 독립적으로 컴퓨터 터미널에 아이디어를 첨부한다. 그 소프트웨어는 그 아이디어들을 목록화하여 스크린 중앙에 보이게 한다. EMS의 또 다른 요소는 아이디어를 범주화하고, 중첩된 것을 제거하고, 평가하고 우선순위를 토론하거나 대비되는 아이디어를 보여주는 것 등이 있다. EMS는 컴퓨터 네트워크와 인터넷 프로토콜을 통해 브레인스토밍의 시간의 자율성, 장소의 다양화에 기여한다.
- Gallupe et al 같은 옹호자가 전자브레인스토밍은 저항이 발생한다는 점, 그리고 이해를 평가하는 부분 등 많은 일반적 브레인스토밍의 문제점을 보완한다고 주장한다. 이러한 긍정적 효과는 집단이 더 클수록 증가한다. 이 긍정적 효과를 통해 모든 종류의 아이디어들이 원래의 형태에서 전자적으로 변환할 수 있고, 더 많은 아이디어와 논쟁거리를 유발한다. 전자브레인스토밍은 큰 조직을 일반적이고 전통적인 브레인스토밍보다 영역보다 더 한 주제로 브레인스토밍을 하기에 용이하게 한다.
- 컴퓨터지원 브레인스토밍은 전통적 브레인스토밍 방식과 비교했을 때, 극복해야 할 문제들이 있다. 예를 들면, 아이디어들이 자연적으로 틀에 사로잡힌다는 것이다. 구성원은 직접 말로 브레인스토밍할 때와는 다르게 응답을 기다릴 필요가 없다. 몇몇 소프트웨어 프로그램들은 만들어진 모든 아이디어들을 보여준다. 아이디어를 보여줌으로써 브레인스토밍 하는 사람들이 이를 인지하고, 이 아이디어들이 사람들을 자극하기 때문에 그들의 생각은 이미 생산된 아이디어의 방향을 따르게 된다. 또, 사회적인 신호(표정이나 언어 등)와 같은 잠재적인 요소에 영향을 받지 않는다. 전자적 브레인스토밍 기술들은 손으로 적어내는 브레인스토밍 기술보다 더 많은 아이디어들을 생산하고, 개개인에게 그들의 관심을 아이디어에 맞출 수 있게 도와준다. 더 많은 아이디어들을 생산하는 것은 브레인스토밍 하는 사람들이 다른 참가자들의 아이디어나 응답을 따라하거나 반복하는 것을 피하려고 하는 것처럼, 다른 사람의 아이디어에 집중을 해 불필요한 중복을 하지 않는다.
- 몇몇의 웹기반 브레인스토밍 기술들은 참여자에게 아바타 사용을 통한 익명성을 보장한다. 이 기술은 또한 사용자에게 일반적으로 1~2주의 기간을 더 로그인하게 하고, 참가자들에게 그들의 아이디어와 답변을 올리기 전에 ‘이해할 시간’을 부여한다. 이 기술은 특히 신제품개발 영역뿐만 아니라, 아이디어의 수집과 평가가 필요한 그 어떠한 영역에서 사용할 수 있다.
- EMS의 한계는 한번에 처리해야 할 양을 넘어서 너무 많은 아이디어들이 나온다는 것이다. 또, 사람들은 각각의 개인이 얼마나 많은 아이디어들을 생산하는지를 분석함으로써 그들의 성과를 다른 사람과 비교한다는 것이 또 다른 한계이다.

## 장/단점

### 장점
주제의 다양성(Variety of subject)
- 브레인스토밍은 쉽게 실행할 수 있고, 다양한 주제를 가지고 실행할 수 있다. '무엇이 옳은지, 어떠한 대안을 선택해야 하는 것이 좋을지'와 같은 판단을 필요로 하는 주제가 아니라면, 어떠한 주제를 가지고도 브레인스토밍을 할 수 있다. 집단의 작은 의사결정부터 큰 의사결정까지 복잡하지 않은 절차를 통해 팀의 구성원들과 아이디어를 공유할 수 있다.

시너지 효과(Synergy effect)
- 브레인스토밍은 아이디어의 질보다 양에 초점을 맞춘 것으로 집단의 구성원들은 즉각적으로 생각나는 아이디어를 제시할 수 있다. 그렇기 때문에 브레인스토밍은 다량의 아이디어를 도출해낸다. 구성원들은 본래 자신이 가지고 있던 기존의 아이디어를 개선하여 더욱 발전된 아이디어를 창출할 수 있다. 다른 사람의 의견을 참고하여 창의적으로 조합할 수 있기 때문이다. 또한 여러 가지 발상들이 모여 수정되고 개선하는 방안을 거치면 대단한 아이디어가 도출될 수도 있다. 즉, 본인은 무심코 제시하였을지 모르는 의견도 다른 사람들에게는 우수한 아이디어를 도출해내는데 좋은 참고가 될 수 있고, 그러한 아이디어들이 모여 새롭고 유용한 아이디어가 창출될 수 있다.

표현의 자유(Freedom of speech)
- 브레인스토밍은 비판과 비난을 자제하는 것을 원칙으로 삼고 있기 때문에 집단의 구성원들이 비교적 부담 없이 의견을 표출할 수 있다. 브레인스토밍을 하면서 제시된 아이디어에 대한 비판은 추후의 비판적 단계까지 유예된다. 즉, 브레인스토밍은 아이디어를 표출하고 확장하는데 초점을 맞추는 것이기 때문에 참여자들은 비교적 자유롭게 자신의 의견을 제시할 수 있는 분위기와 환경 속에서 다양하고 독특한 아이디어들을 도출하고 표현할 수 있게 된다.

효율적 시간관리(Time management)
- 브레인스토밍은 발상 시간의 조정이 가능하다. 회의 마다 임의로 발상 시간을 늘리거나 줄일 수 있기 때문이다. 즉, 브레인스토밍은 발상 시간이 정해져 있으므로, 아이디어 회의의 시간 관리가 효율적으로 이루어진다. 보통 회의에서는 어떤 사람은 적극적으로 의견을 표출하는 반면, 어떤 사람은 거의 말을 하지 않는다. 이런 경우 말이 많은 사람이 자신의 주장만을 이야기하여 예정 시간을 훌쩍 넘기는 일이 종종 발생하기도 한다. 하지만 브레인스토밍을 할 때에는 이러한 문제의 해결이 가능하다. 주어진 발상시간 내에 아이디어를 생각해보고, 모든 참여자들이 자유롭게 말할 수 있기 때문이다. 뿐만 아니라 브레인스토밍은 혼자서도 얼마든지 할 수 있다. 타이머 등을 준비하여 발상의 시간을 정하고, 생각나는 아이디어를 정리 할 수 있다. 이렇게 하면 혼자서 미리 생각해보는 것이기 때문에 업무시간을 효율적으로 관리할 수 있다. 하지만 브레인스토밍이 제대로 이루어지지 않으면 오히려 '시간낭비'를 불러일으킬 수  있으므로, 체계적인 과정 속에서 이루어져야한다.

### 단점
산출 방해(Production blocking)
- 브레인스토밍은 타인의 이야기를 경청하도록 되어 있기 때문에 타인의 이야기를 들으면서 자신의 사고를 방해하여 개인이 제대로 된 아이디어의 산출을 방해할 수 있다. 브레인스토밍 집단이 커질수록 자신의 아이디어를 표현하는데 방해 또는 지연될 가능성이 높으므로 개인의 역량을 온전히 발휘할 수 없게 된다. 또한 제한된 시간 내에서 아이디어를 산출해야 하기 때문에 창의적인 아이디어를 충분히 설명할 시간을 갖지 못해 좋은 아이디어가 사장될 가능성도 있다. 또한 그룹 내에 집단적 성향을 가진 사람이 많은 경우에, 일치를 강요하는 압력이 있을 경우 자신의 의견을 왜곡하여 발언하기도 한다.

평가 불안(Evaluation apprehension)
- 브레인스토밍 집단 내에 권위 인물이 존재하거나 집단 성원들이 사회적 상호작용에 대해 불안을 느낄 때 훨씬 적은 아이디어가 생성된다. 이는 권위적 인물 또는 상급자가 자신의 아이디어에 대하여 부정적 평가를 내릴 것에 대한 두려움에서 파생된다. 어떠한 아이디어를 말할 때 상급자 혹은 동급자 내에서 자신의 역량에 대한 부정적 평가를 받기를 꺼리기 때문에 아이디어를 낼 때 자기 검열을 하는 사람이 생기기도 한다. 또한 대다수의 의견과 유사한 아이디어를 제안하는 ‘강화 현상’이 나타나기도 한다.

무임승차/태만(Free riding/Social loafing)
- 아이디어들이 집단수준에 합해지기 때문에 다른 구성원들의 노력에 단순히 무임승차하게 될가능성이 존재한다. 링겔만 효과가 나타날 가능성이 크다.

※ 링겔만 효과 - 집단 속에 참여하는 개인의 수가 늘어갈수록 성과에 대한 1인당 공헌도가 오히려 떨어지는 현상 즉, 그룹 속에 참여하는 개인의 수가 늘어날수록 1인당 공헌도가 오히려 떨어지는 현상이 발생한 것이다. 이는 혼자서 일할 때보다 집단 속에서 함께 일할 때 노력을 덜 기울이기 때문에 나타나는 현상이다.
- 자신이 낸 아이디어에 대한 보상이 제대로 이루어지지 않는다고 생각될 시 링겔만 효과가 나타날 가능성이 크며, 자신과 크게 관련이 없는 업무라고 생각될 시 일정 상황에 만족하려는 성향이 나타나기 때문에 덜 비판적인 태도를 취할 가능성도 크다. 또한 브레인스토밍으로 도출된 아이디어나 결론에 대하여 그룹 구성원 모두가 최선의 결과라고 여기게 되어 나온 결론에 대한 단점이나 비판점에 대하여 간과하는 현상이 나타나기도 한다.

시간 낭비(Wasting time)
- 브레인스토밍은 보통 사람들이 빡빡한 마감시한이나 높은 중압감하에서는 제대로 일을 하지 못한다고 생각하기 때문에 넉넉한 시간을 보장해준다. 하지만 브레인스토밍 시 아이디어에 대한 기준이나 목적이 불확실하거나, 목표에 대한 성취동기가 없는 구성원들이 브레인스토밍을 할 경우 과도한 시간이 투자되어 오히려 작업효율성이 떨어질 수 있다. 또한 너무 많은 인원이 브레인스토밍에 참여할 경우 주제에 벗어나거나 혼란스러워질 우려도 있으며, 그렇게 될 경우 오히려 시간의 낭비가 일어날 가능성이 있다.

## 같이 보기
- 6-3-5 브레인라이팅
- Affinity_diagram
- Group_concept_mapping
- 유레카 효과
- Lateral_thinking
- Mass_collaboration
- Nominal_group_technique
- Speed_thinking
- Thinking_outside_the_box
- 뭘까? 어디서? 언제?

## 참고 문헌
1. 박영택, 김성대(1998), “신제품개발에 있어서 창조성기법의 활용에 관한 연구,” [품질경영학회지], 제26권 4호, pp.202-218.
2. 임성욱, 박영택(2000), “품질분임조 활동에서의 품질개선기법 활용실태 조사 연구,” [한국품질경영학회 2000 춘계학술대회 논문집], pp. 79-88.
3. 김성대, 박영택, 브레인스토밍 및 그 파생기법들의 분류 및 활용에 대한 연구
4. Lehrer, Jonah. "GROUPTHINK". NewYorker. Retrieved October 2013.
5. Osborn, A.F. (1963) Applied imagination: Principles and procedures of creative problem solving (Third Revised Edition). New York, NY: Charles Scribner’s Sons.
6. "What is Mind Mapping? (and How to Get Started Immediately)". Litemind.com. 2007-08-07. Retrieved 2012-11-24.
7. Santanen, E., Briggs, R. O., & de Vreede, G-J. (2004). Causal Relationships in Creative Problem Solving: Comparing Facilitation Interventions for Ideation. Journal of Management Information Systems. 20, 167-198.
8. Furnham, A., & Yazdanpanahi, T. (1995). Personality differences and group versus individual brainstorming. Personality and Individual Differences, 19, 73-80.
9. Michael Diehl; Wolfgang Stroebe (1991). "Productivity Loss in Idea-Generating Groups: Tracking Down the Blocking Effect". Journal of Personality and Social Psychology 61 : 392–403. doi:10.1037/0022-3514.61.3.392.
10. Ludy, Perry J. Profit Building: Cutting Costs Without Cutting People. San Francisco: Berret-Koehler, Inc, 2000. Print.
11. Questorming: An Outline of the Method, Jon Roland, 1985
12. Nunamaker, Jay; Dennis, Alan; Valacich, Joseph; Vogel, Doug; George Joey (1991). "Electronic Meeting Systems to Support Group Work". Communications of the ACM 34 : 40–61. doi:10.1145/105783.105793.
13. DeSanctis, Gerardine; Poole, M.S.; Zigurs, I.; et al. (2008). "The Minnesota GDSS research project: Group support systems, group processes, and outcomes". Journal of the Association for Information Systems 9: 551–608.
14. Michinov, N. (2012). Is Electronic Brainstorming the Best Way to Improve Creative Performance in Groups? An Overlooked Comparison of Two Idea-Generation Techniques. Journal of Applied Social Psychology, 42, E222 – E243.
15. Gallupe, R. B., Dennis, A. R., Cooper, W. H., Valacich, J. S., Bastianutti, L. M. and Nunamaker, J. F. (1992), "Electronic Brainstorming and Group Size," Academy of Management Journal, Vol. 35, No. 2, pp. 350-369.
16. Toubia, Olivier. "Idea Generation, Creativity, and Incentives" (PDF). Marketing Science. Retrieved 28 April 2011.
17. Michael Diehl; Wolfgang Stroebe (1987). "Productivity Loss in Brainstorming Groups: Toward the Solution of a Riddle". Journal of Personality and Social Psychology 53: 497–509. doi:10.1037/0022-3514.53.3.497.
18. Lamm, Helmut; Trommsdorff, Gisela (1973). "Group versus individual performance on tasks requiring ideational proficiency (brainstorming): A review". European Journal of Social Psychology 3 (4): 361–388. doi:10.1002/ejsp.2420030402.
19. Haddou, H.A.; G. Camilleri; P. Zarate (2014). "Predication of ideas number during a brainstorming session". Group Decision and Negotiation 23: 285. doi:10.1007/s10726-012-9312-8.
20. Kohn, Nicholas; Smith, Steven M. (2011). "Collaborative fixation: Effects of others' ideas on brainstorming". Applied Cognitive Psychology 25: 359–371. doi:10.1002/acp.1699.
21. Henningsen, David Dryden; Henningsen, Mary Lynn Miller (2013). "Generating Ideas About the Uses of Brainstorming: Reconsidering the Losses and Gains of Brainstorming Groups Relative to Nominal Groups". Southern Communication Journal 78: 42–55. doi:10.1080/1041794X.2012.717684.
22. Brown, V.; Paulus, P. B. (1996). "A simple dynamic model of social factors in group brainstorming". Small Group Research 27: 91–114. doi:10.1177/1046496496271005.
23. 제이슨 리치,(2003), "브레인스토밍 100배 잘하기"